# Шузи сир Сисе
Шузи сир Сисе (фр. Chouzy-sur-Cisse) насеље је и општина у централној Француској у региону Центар (регион), у департману Лоар и Шер која припада префектури Блоа.
По подацима из 2005. године у општини је живело 1914 становника, а густина насељености је износила 83 становника/km². Општина се простире на површини од 22,43 km². Налази се на средњој надморској висини од 102 метара (максималној 115 m, а минималној 61 m).

## Демографија
| 1962. | 1968. | 1975. | 1982. | 1990. | 1999. | 2011. |
| ----- | ----- | ----- | ----- | ----- | ----- | ----- |
| 1.129 | 1.159 | 1.261 | 1.476 | 1.619 | 1.866 | 1.859 |

График промене броја становника у току последњих година